# El Chuche, Tanlajás
El Chuche är en ort i Mexiko.   Den ligger i kommunen Tanlajás och delstaten San Luis Potosí, i den centrala delen av landet, 250 km norr om huvudstaden Mexico City. El Chuche ligger 147 meter över havet och antalet invånare är 188.
Terrängen runt El Chuche är kuperad åt sydost, men åt nordväst är den platt. Runt El Chuche är det ganska tätbefolkat, med 111 invånare per kvadratkilometer. Närmaste större samhälle är Ejido San José Xilatzén, 2,0 km sydväst om El Chuche. I omgivningarna runt El Chuche växer huvudsakligen savannskog.